# Ginástica nos Jogos Pan-Americanos de 1971
A ginástica nos Jogos Pan-americanos de 1971 foi realizada em Cali, na Colômbia.

## Eventos
- Individual geral masculino
- Equipes masculino
- Solo masculino
- Barra fixa
- Barras paralelas
- Cavalo com alças
- Argolas
- Salto sobre a mesa masculino
- Individual geral feminino
- Salto sobre a mesa feminino
- Barras assimétricas
- Trave
- Solo feminino

## Medalhistas
Masculino
| Evento           | Ouro            | Prata           | Bronze                        |
| Equipe           | Cuba            | Estados Unidos  | Canadá                        |
| Individual geral | Jorge Rodríguez | John Crosby     | Jorge Cuervo                  |
| Argolas          | John Crosby     | John Ellas      | Jorge Rodríguez Andre Simmard |
| Barra fixa       | Jorge Rodríguez | John Crosby     | Jorge Cuervo Brent Simmons    |
| Barras paralelas | John Ellas      | John Crosby     | David Butzman Arno Lascari    |
| Cavalo com alças | Jorge Rodríguez | John Crosby     | John Ellas                    |
| Salto            | Jorge Cuervo    | Jorge Rodríguez | John Crosby                   |
| Solo             | John Crosby     | Jorge Rodríguez | Emilio Sagro                  |

Feminino
| Evento              | Ouro           | Prata            | Bronze                                         |
| Equipe              | Estados Unidos | Cuba             | Canadá                                         |
| Individual geral    | Roxanne Pierce | Linda Metheny    | Kim Chace                                      |
| Barras assimétricas | Roxanne Pierce | Linda Metheny    | Kim Chace                                      |
| Salto               | Roxanne Pierce | Miriam Villacian | Adele Gleaves                                  |
| Solo                | Linda Metheny  | Kim Chace        | Lise Arsenault Jennifer Diachun Roxanne Pierce |
| Trave               | Kim Chace      | Vivian García    | Linda Metheny Roxanne Pierce                   |

## Quadro de medalhas
| Ordem | País           | Medalha de ouro | Medalha de prata | Medalha de bronze |    |
| ----- | -------------- | --------------- | ---------------- | ----------------- | -- |
| 1     | Estados Unidos | 9               | 9                | 11                | 29 |
| 2     | Cuba           | 5               | 5                | 4                 | 14 |
| 3     | Canadá         | 0               | 0                | 5                 | 5  |
| TOTAL | TOTAL          | 14              | 14               | 20                | 48 |